# Serixia atroapicalis
Serixia atroapicalis là một loài bọ cánh cứng trong họ Cerambycidae.